# Myrmarachne orientales
Myrmarachne orientales är en spindelart som beskrevs av Benoy Krishna Tikader 1973. Myrmarachne orientales ingår i släktet Myrmarachne och familjen hoppspindlar. Inga underarter finns listade i Catalogue of Life.